# 岩井堂聖子
岩井堂 聖子（いわいどう せいこ、1984年2月23日 - ）は、日本の女優。本名、同じ。旧芸名・高橋 真唯（たかはし まい）。
福岡県出身。モノポライズ所属。

## 来歴・人物
2000年の第5回東宝「シンデレラ」オーディションの最後の10人、最終候補まで残った。
2003年開催の『スカイハイ2』出演者オーディションで約5,000人の応募者の中から選ばれアミューズに所属、翌2004年1月より同作品に天野そら役でレギュラー出演し、高橋真唯の芸名で女優としてデビュー。
2004年度テレ朝エンジェルアイに選出され、グラビアにも進出。同年11月に初写真集となる『My Presents』を発表。
2005年2月公開の映画『苺の破片』で映画デビュー、同年8月公開の映画『妖怪大戦争』でヒロイン・川姫役を演じ注目を浴びる。
デビューより2011年3月31日までアミューズに所属。2011年10月より2014年までヒラタオフィスに所属。2014年よりモノポライズに所属。2014年撮影開始の映画『サムライフ』より本名の岩井堂聖子名義で活動している。
2017年、映画『真白の恋』で第32回高崎映画祭 最優秀助演女優賞を受賞。

## 出演

### 映画
- 苺の破片（2005年2月19日）
- ZOO 「SEVEN ROOMS」（2005年3月19日） - ROOM2の女 役
- 楳図かずお恐怖劇場 「プレゼント」（2005年6月18日） - 鈴木優子 役
- 妖怪大戦争（2005年8月16日） - 川姫 役
- 僕と彼女の×××（2005年10月5日） - 桃井菜々子 役
- 絶対恐怖 Booth ブース（2005年11月5日） - 岡崎さやか 役
- Strange Circus 奇妙なサーカス（2005年12月24日）
- サイレン 〜FORBIDDEN SIREN〜（2006年2月11日） - 謎の赤い服の少女 役
- シムソンズ（2006年2月18日） - 小野菜摘 役
- ストロベリーショートケイクス（2006年9月23日） - 近藤 役
- ラフ ROUGH（2006年8月26日） - 木下理恵子 役
- 歌謡曲だよ、人生は 第八話 「乙女のワルツ」（2007年5月12日） - リカ / 若い女 役
- 黄色い涙（2007年4月14日） - 弓子 役
- 遠くの空に消えた（2007年8月18日） - 客室乗務員（後輩） 役
- クワイエットルームにようこそ（2007年10月20日） - サエ 役
- 夕映え少女 「むすめごころ」（2008年1月26日） - 静子 役
- ピューと吹く!ジャガー THE MOVIE（2008年1月12日） - 白川高菜 役
- R246 STORY「弁当夫婦」（2008年8月23日）
- フィッシュストーリー（2009年3月20日） - 晴子 役
- 紙風船 「秘密の代償」（2011年3月26日） - 美和 役
- 生きてるものはいないのか（2012年2月18日） - ナナ 役
- サムライフ（2015年2月28日） - アケミ 役
- 蜜のあわれ（2016年4月1日） - 酌婦 役
- マジックユートピア（2016年7月16日） - 装丁家 役
- シン・ゴジラ（2016年7月29日）[6]
- いたくても いたくても（2016年12月3日） - 関口和美 役
- 咲-Saki- - 西田順子 役
  - 咲-Saki-（2017年2月3日）
  - 咲-Saki-阿知賀編 episode of side-A（2018年1月20日）
- 真白の恋（2017年2月25日） - 渋谷雪菜 役
- 笑う招き猫（2017年4月29日） - 中沢幸子 役
- パンクしそうだ（2017年3月11日）
- スマホを落としただけなのに（2018年11月2日） - 池上聡子 役
- 幻の蛍（2022年7月9日） - 絹川沙都 役[7]
- 祝日（2024年5月17日） - 自称天使 / 馬場さん 役[8][9]

### テレビドラマ
- スカイハイ2（2004年1月16日 - 3月19日、テレビ朝日） - 天野そら 役
- 世にも奇妙な物語 15周年の特別編「イマキヨさん」（2006年3月28日、フジテレビ） - 遠藤晴美 役
- クロサギ 第3話（2006年4月28日、TBS） - 仲村敦子 役
- 新・科捜研の女3 第8話（2006年8月31日、テレビ朝日） - 日下部由美 役
- たったひとつの恋 第4話・第5話（2006年11月4日・11日、日本テレビ） - ユキ 役
- 悪魔が来りて笛を吹く（2007年1月5日、フジテレビ） - 河村小夜子 役
- スロースタート（2007年1月27日・2月3日、NHK総合テレビ） - 森山りえ 役
- 素晴らしい世界「弟なのか、恋人なのか、それが問題だ」（2007年6月7日 - 28日、北海道テレビ放送） - アリサ 役
- 探偵学園Q 第8話（2007年8月21日、日本テレビ） - れいか 役
- 炎の警備隊長・五十嵐杜夫6（2007年10月20日、朝日放送） - 北村愛 役
- ZERO（2008年1月2日 - 2月2日、MTVジャパン） - 佐藤佳子 役
- 斉藤さん 第7話（2008年2月20日、日本テレビ） - ホシノ 役
- だいすき!! 第8話 - 最終話（2008年3月6日 - 20日、TBS） - 藤本裕子 役
- THE QUIZ SHOW Episode1 第2話（2008年7月13日、日本テレビ） - 新田瞳 役
- デリパンダ〜おしゃべりデリ坊、東京ド真ん中配達中〜 第11話（2008年9月14日、テレビ東京）
- ケータイ捜査官7 第22話（2008年9月17日、テレビ東京） - 垣内純子 役
- the波乗りレストラン #18 「エロティカ・セブン」（2008年11月5日、日本テレビ） - 夢の3人組
- 妄想姉妹〜文學という名のもとに〜（2009年1月17日 - 3月28日、日本テレビ） - 市川節子 役
- リセット 第11話（2009年3月26日、読売テレビ） - 八代あかね 役
- 漂流ネットカフェ（2009年4月10日 - 6月19日、毎日放送） - 加藤和美 役
- 法医学教室の事件ファイル29（2009年8月15日、テレビ朝日） - 中西くるみ 役
- ほんとにあった怖い話 10周年記念 京都パワースポットツアーSP 顔の道（2009年8月25日、フジテレビ） - 夏海 役
- プロゴルファー花 第2話 - 第13話（2010年4月15日 - 7月8日、読売テレビ） - 尾口ミチル 役
- 八日目の蝉 第4話 - 最終話（2010年4月20日 - 5月4日、NHK総合テレビ） - 永井千草 役
- トリック新作スペシャル2（2010年5月15日、テレビ朝日） - 小松恭子 役
- 任侠ヘルパー スペシャル（2011年1月9日、フジテレビ） - ミク 役
- 外交官・黒田康作（2011年、フジテレビ） - 山野アミ 役
- 天魔さんがゆく 第6話（2013年9月2日 、TBS）
- 怪奇大作戦 ミステリー・ファイル（2013年10月5日 - 11月16日、NHK BSプレミアム） - 小川さおり 役
- 神谷玄次郎捕物控 第3話（2014年4月18日、NHK BSプレミアム） - おつる 役
- デリバリーお姉さん（2016年1月2日、テレビ神奈川） - エリー 役
- デリバリーお姉さんNEO（2017年4月25日 - 6月27日、テレビ神奈川） - エリー 役
- マジで航海してます。（2017年7月 - 8月、毎日放送） - 藤原茜 役
- 我が家の問題 第3話（2018年2月18日、NHK BSプレミアム） - 山崎恵麻 役
- 噂の女 第6話（2018年5月26日、BS JAPAN） - 竹内樹里亜 役
- ひみつ×戦士 ファントミラージュ!（2019年4月、テレビ東京） - 紫月一葉 役
- 執事 西園寺の名推理2 第7話（2019年6月7日、テレビ東京） - 西口真衣 役
- まどろみバーメイド〜屋台バーで最高の一杯を。〜 第5話（2019年8月11日、BSテレビ東京） - 蓑田 役
- ウルトラマンタイガ 第18話　(2019年11月2日、テレビ東京） - 水野ヒトミ / 変身怪人ピット星人（声） 役
- 麒麟がくる（2020年、NHK大河ドラマ） - 侍女頭 役
- バツイチがモテるなんて聞いてません（2023年2月24日 - 3月31日、毎日放送） - 横沢モナ 役[10]
- 遺留捜査スペシャル（2023年9月21日、テレビ朝日） - 今野麻友 役

### ラジオドラマ
- コンビニ人間（2019年11月30日、NHKオーディオドラマFMシアター）

### テレビ
- 堂本剛の正直しんどい（2006年2月22日、テレビ朝日）
- 世界ウルルン滞在記"ルネサンス"（2007年6月3日、毎日放送）

「ルネサンス ようこそ!中世のふる里 マラムレシュへ! 高橋真唯inルーマニア」に出演。
- 第37回広告大賞（2008年3月20日、フジテレビ）
- 踊る!さんま御殿!!（2008年8月5日、日本テレビ）

### オリジナルビデオ
- SOUL TRAIN ソウルトレイン（2006年） - 白い女（主人公が妄想した名前=ミホ） 役

### 舞台
- ふたり（2004年） - 北尾千津子 役
- ロス:タイム:ライフ - 真実へのカウントダウン（2008年） - 梶山絵里 役
- 悪夢のエレベーター（2008年） - カオル 役
- コースト・オブ・ユートピア - ユートピアの岸へ（2009年） - アレクサンドラ 役
- U-1グランプリ CASE04「宇宙船〈スペースシップ〉」（2012年、U-1グランプリ公演）

### ゲーム
- SIREN2（2006年、ソニー・コンピュータエンタテインメント） - 岸田百合、加奈江、多河柳子、三上弥生、母胎 役

### CM
- マクドナルド チキンマックナゲット篇（2004年）
- シンキ ノーローン（2005年）
  - 「ポスター篇」
  - 「新聞広告篇」
- トヨタ ラクティス 自由と朝市篇（2006年）
- リクルート ゼクシィ
  - 花嫁の一日篇（2007年4月）
  - 披露宴篇（2007年5月）
  - フラワーシャワー篇（2007年）
- ふくおかフィナンシャルグループ（2010年）
- ブッキングドットコム シティガールズ篇（2015年7月）
- CLASH OF KINGS(クラッシュオブキングス)「攻城」篇（2015年）
- 動画配信サービスhulu（2016年）
- みずほ銀行ブランドムービー（2017年）
- auka（2018年）
- スズキ イグニス 「世界のどんな街でも」篇（2018年）
- 日本コカコーラ 檸檬堂 鬼レモン
  - 「檸檬堂開店」篇（2018年）
  - 「鬼の面」篇（2019年）
- ミツカン かおりの蔵生ゆず 早摘みのゆず篇（2018年）
- DELL スモールビジネス アドバイザー 30秒篇（2019年）
- TOSHIBA 東芝ライフスタイル 「タイセツを、カタチに。」
  - 「洗濯機」30秒篇 (2019年8月)
  - 「冷蔵庫」30秒篇 (2019年8月)
  - 「レンジオーブン」15秒篇 (2019年8月)
  - 「炊飯器」15秒篇 (2019年9月20日)
- Be Okinawa 忘れられない一瞬へ（2019年）

### ミュージック・ビデオ
- FLOW 「DAYS」（2005年6月1日）
- ナナムジカ 「心音」（2007年2月7日）
- やなわらばー 「夢を見た」（2007年5月23日）
- Skoop On Somebody 「椛〜momiji〜」（2009年）
- BŌMI 「Y.O.U」（2015年）
- NoisyCell 「虹霓」（2018年）
- NoisyCell 「真昼の月」（2018年）

### インターネット
- 電報日和 第4話 遠距離のバースディ（2011年11月18日、フジテレビ無料動画サイト「見参楽」） - 村上紫乃 役

### その他
- 加藤ミリヤ 20 -CRY- Episode3 「わすれもの」（2009年、ケータイ音楽ドラマ DOR@MO）
- サプリ（2010年9月、Beeマンガ） - 藤井ミナミ 役（声優）

## 受賞歴
- 2017年 第32回高崎映画祭 最優秀助演女優賞（『真白の恋』）

## 作品

### DVD
- MY WORLD（2004年、ソニー・ミュージックエンタテインメント）
- テレ朝エンジェルアイ2004（エイベックス・マーケティング・コミュニケーションズ）
  - Vol.2 Amethyst Kaleidoscope（2004年7月）
  - 本当に最後の聖戦〜グアムで本気の真剣勝負（2004年12月）

## 書籍

### 写真集
- ANGEL EYE 素肌天使（2004年7月、竹書房） ISBN 9784812417157
- My Presents（2004年、彩文館） ISBN 9784775600405